# Wat Phra That Doi Chom Thong

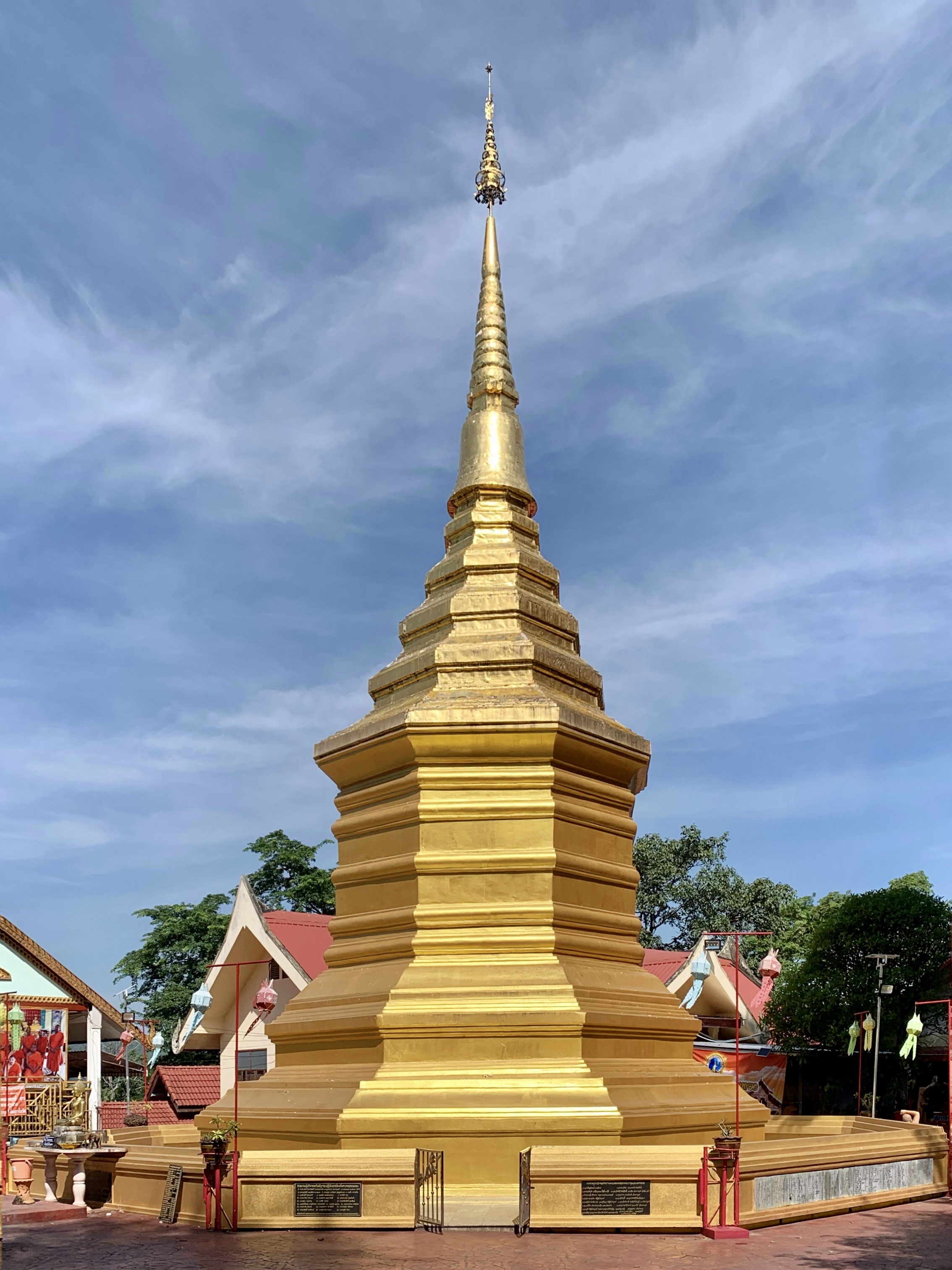
Phra That Doi Chom Thong

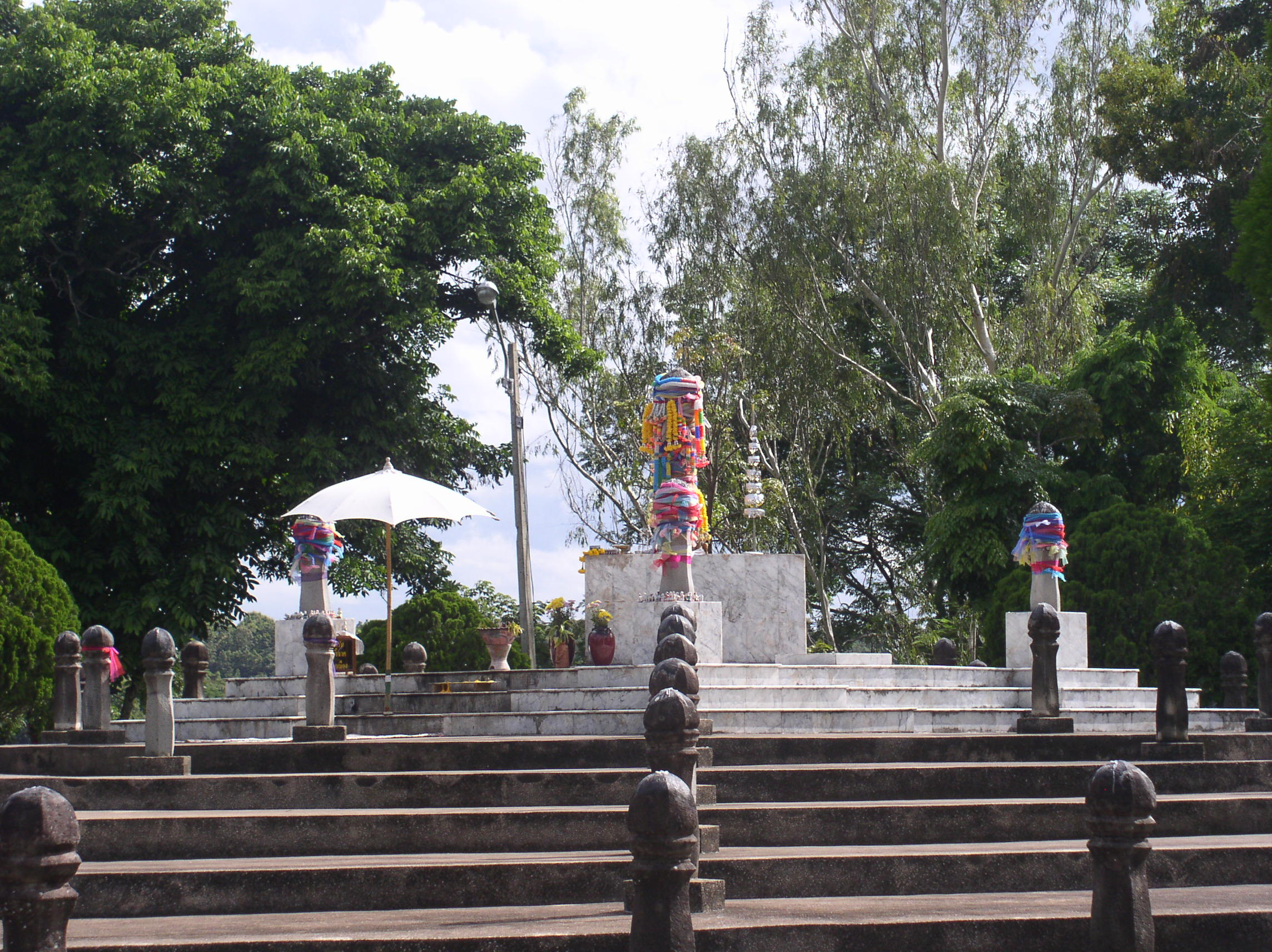
Sao Lak Mueang von Chiang Rai am Tempelgelände

Der Wat Prathat Doi Chom Thong (Thai: วัดพระธาตุดอยจอมทอง) ist eine buddhistische Tempelanlage in Chiang Rai, Nord-Thailand.

## Geschichte
Doi Chom Thong war bereits seit langer Zeit ein geheiligter Ort. Schon bevor der Buddhismus eingeführt wurde, befand sich hier ein Schrein für die lokalen Geister. Wie in vielen anderen Wats Thailands befinden sich hier buddhistische Anlagen und Geisterhäuschen nebeneinander.
Elefanten sind – wie häufig in thailändischen Erzählungen – Teil der Geschichte des Tempels. Pho Khun Mengrai soll bei seinem ersten Aufenthalt in der Gegend von Chiang Rai einem Elefanten gefolgt sein, der vom Weg abgekommen war. Er fand dabei den einsamen Hügel am Ufer des Flusses Kok.
Nach der Yonok-Chronik wurde ein Chedi ursprünglich 940 während der Regierung von Phraya Ruen Kaeo errichtet, einem Prinzen von Chiang Rai, der dort Reliquien von Buddha aufbewahren ließ. Diese Reliquien waren von Prinz Pangkaradsch von Yonok Nakpan gesammelt worden, der sie in drei Sammlungen aufteilte und für die Tempel Wat Phra That Doi Tung, Wat Phra That Chomkitti und Wat Phra That Doi Chom Thong bestimmte.
Später unter König Mengrai wurde hier 1260 die Gründung der Stadt Chiang Rai beschlossen. Er befahl auch die Restaurierung des auf dem Hügel befindlichen Tempels.
1992 wurde der Lak Mueang, an dem die Stadtgeister verehrt werden, vom Wat Klang Wiang zum Wat Phra That Doi Chom Thong umgesetzt.